# Химки (станция)
Хи́мки — железнодорожная станция на главном ходу Октябрьской железной дороги в городском округе Химки Московской области.
Характер основной работы — промежуточная, по объёму выполняемой работы отнесена к третьему классу. Крупнейший по пассажиропотоку остановочный пункт города (годовой пассажиропоток в 2012 году составил 3 млн человек).

## История
Станция IV класса, была открыта 1 (13) ноября 1851 года, под названием — Химская, в составе Санкт-Петербурго-Московской железной дороги. Название станции происходит от деревни Химки и было утверждено приказом МПС № 227 от 21 декабря 1850 года. После переименовании дороги 8 (20) сентября 1855 года, станция в составе Николаевской железной дороги, и в 1863 году получила нынешнее название в создаваемой сети железных дорог — Химки.
Первоначально на станции было построено две каменные водонапорные башни и две деревянные высокие платформы, по обеим сторонам от путей. Согласно записи в архиве в первое время на станции пассажирские дома (вокзалы) отсутствовали, два дома были построены только в середине 1850-х годов. Для предохранения пассажиров от осадков, ожидающих прибытия и отправления поездов, в 1889—1890 годах, на платформах строятся деревянные, крытые железом и обшитые с трёх сторон навесы, длиной 9 саж. и шириной 2 саж.. В 1899 году перестроено пассажирское здание с Московской стороны, а в 1909 году и с Петербургской стороны.
С 27 февраля 1923 года, после переименовании дороги, станция в составе Октябрьской железной дороги, приказом НКПС № 1028 от 20 августа 1929 года станция в составе Октябрьских железных дорог, и с 1936 года после расформирования управления станция в составе Октябрьской железной дороги.
Согласно тарифному руководству № 4 от 1947 года, станция производит операции по приёму и выдачи только повагонных грузов, допускаемых к хранению на открытых площадках, а также приёму и выдаче всех грузов мелкими отправками. Согласно тарифному руководству № 4 от 1965 года на станции производится операции по грузам и продажа билетов на все пассажирские поезда, приём и выдача багажа. Согласно тарифному руководству № 4 от 1975 года производит операции по приёму и выдачи только повагонных грузов, допускаемых к хранению на открытых площадках, и повагонными отправками, загружаемых целыми вагонами, на подъездных путях и местах необщего пользования. С 2001 года приём и выдача багажа не производится. Согласно приказу Росжелдора № 85 от 10 марта 2016 года грузовые операции по приёму и выдачи повагонных грузов, допускаемых к хранению на открытых площадках на станции не производятся.
В 1971 году присвоен код ЕСР № 0702, 1975 году присвоен новый код ЕСР № 07020., с 1985 года код АСУЖТ (ЕСР) № 060302.

В 1982 году станции присвоен код Экспресс-2 № 46000, с 1994 года новый код Экспресс-3 № 2005000.

## О станции

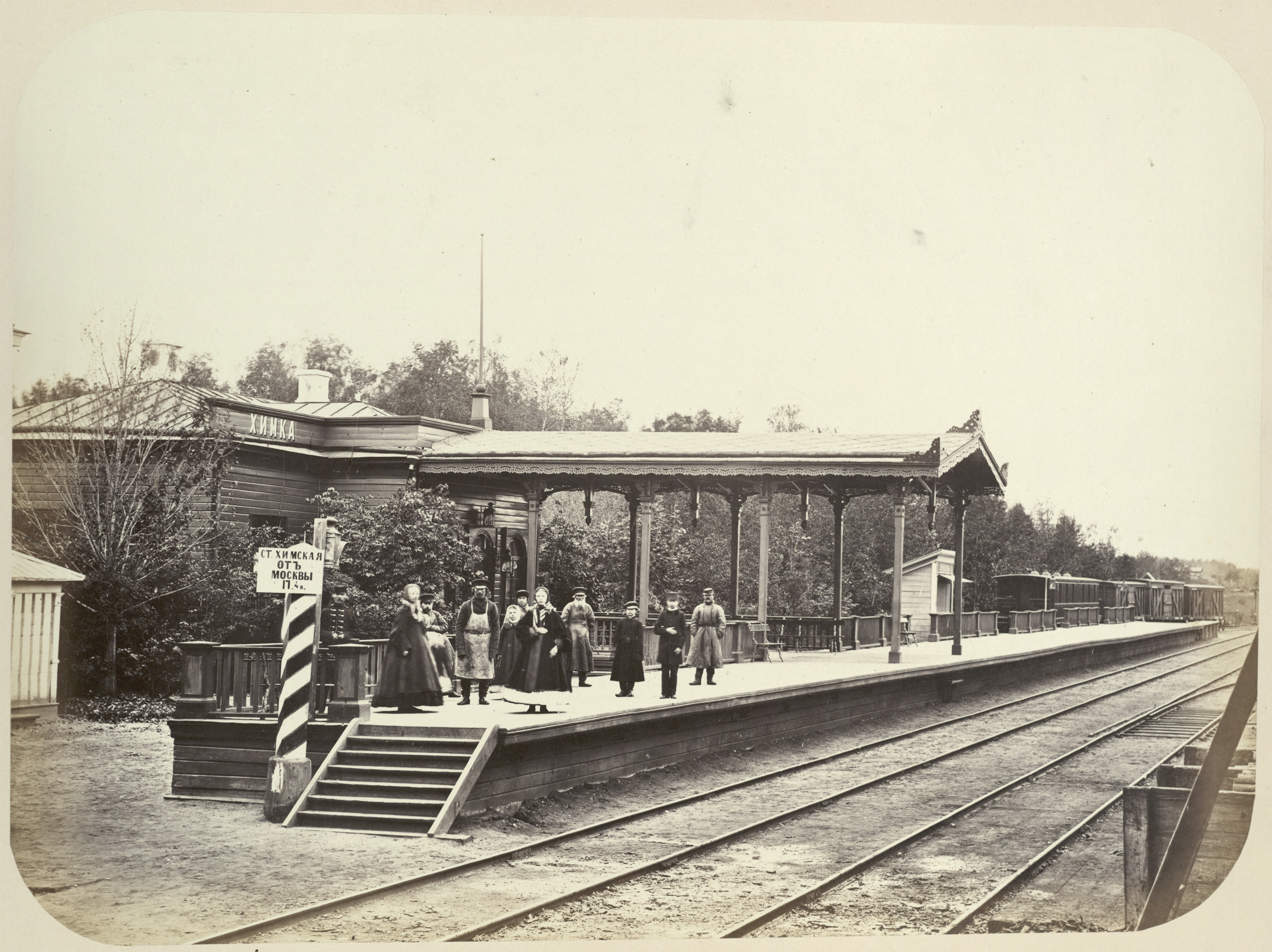
Станция четвёртого класса «Химская» в 1860-е годы.

Название станции совпадает с названием города Химки, однако происходит не от него, а от бывшей деревни Химки, располагавшейся к югу от пересечения Петербургским шоссе реки Химка, у нынешнего Ленинградского моста на Ленинградском шоссе в Москве. Пристанционный посёлок, позднее ставший городом Химки, появился одновременно со станцией.
Над станцией, к северо-западу от пассажирских платформ, расположен путепровод улицы Маяковского, переходящей в проспект Мира. Над западной горловиной станции находится путепровод улицы Репина. К юго-востоку от станции пути пересекают по мосту канал имени Москвы. К северо-востоку от платформ находится парк имени Л. Н. Толстого.
От станции отходят несколько железнодорожных веток к промышленным предприятиям города.

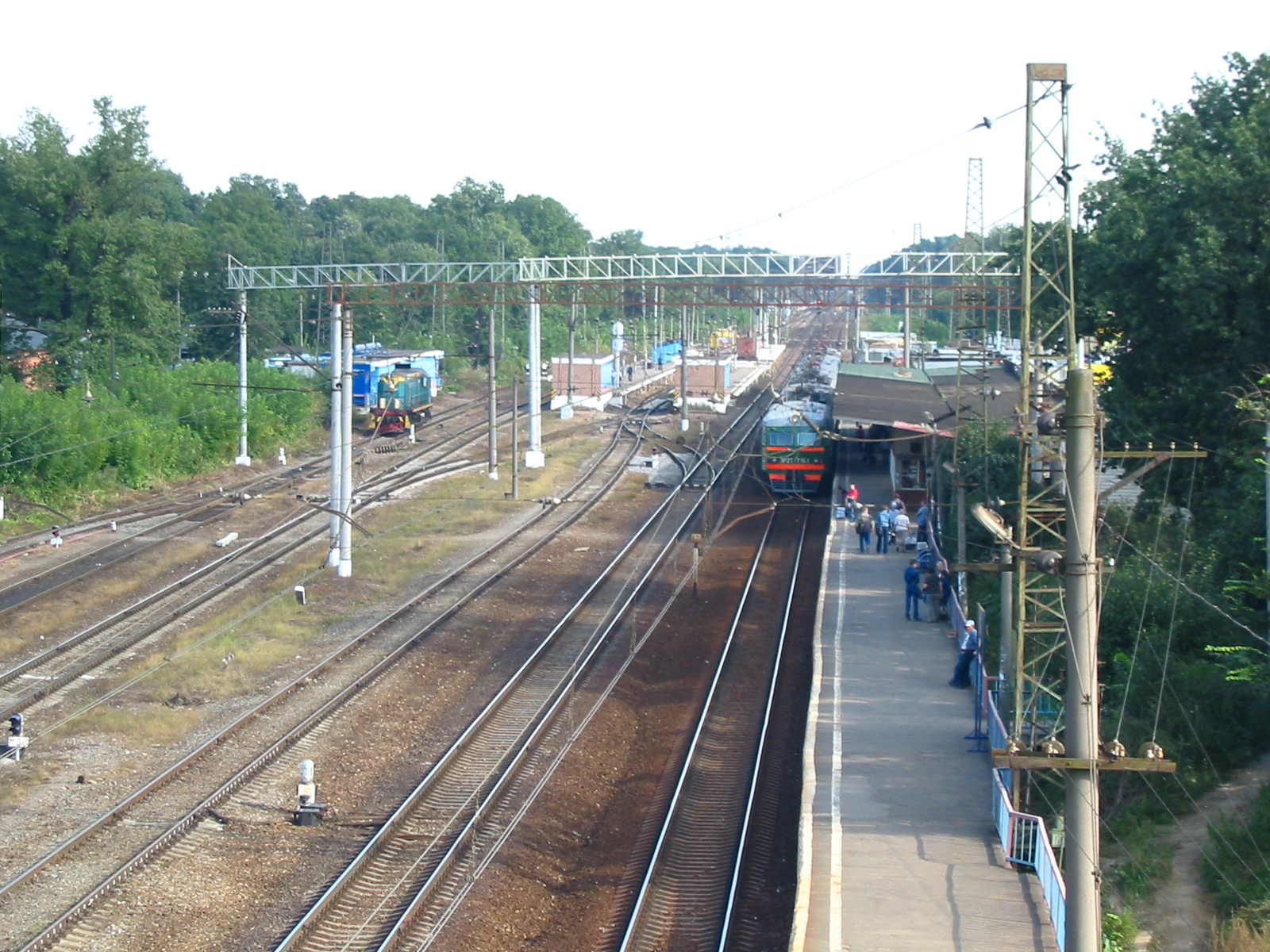
Платформы станции до перестраивания (2004)

Вспомогательные станционные пути используются в дневное время для отстоя некоторых поездов, курсирующих по маршруту Москва — Санкт-Петербург.

### Остановочный пункт
На станции одна пассажирская платформа островного типа и две боковых, обслуживающих четыре пути, одна из боковых платформ (№ 1) смещена в сторону области и в настоящее время не используется, вместо неё в августе 2023 года сооружена временная деревянная платформа. Ещё одна островная платформа (бывш. № 2) разобрана в августе 2014 года. Платформы соединены подземным переходом, служащим и для перехода из одной части города в другую. В 2016 году на «северной» части (у платформы № 2) был построен павильон, оборудованный турникетами, на остальных платформах турникеты установлены в январе 2018 года.
Пригородные проходящие поезда на Москву отправляются, как правило, с платформы № 1. Из Москвы — поезда прибывают, как правило, на платформу № 2. Поезда-экспрессы «Ласточка» прибывают на платформу № 3 в оба направления.

## Движение
Ранее станция «Химки» была зонной, будучи первым из конечных пунктов следования пригородных поездов с Ленинградского вокзала Москвы. С лета 2009 года все поезда, для которых станция «Химки» была конечной, следуют до станции «Крюково». Какое-то время после этого станция оставалась конечной для одной пары поездов по рабочим дням.
В часы наибольшей загрузки (вечером и утром) интервал движения поездов составляет 12—25 минут, днём интервалы могут достигать 4—5 часов.

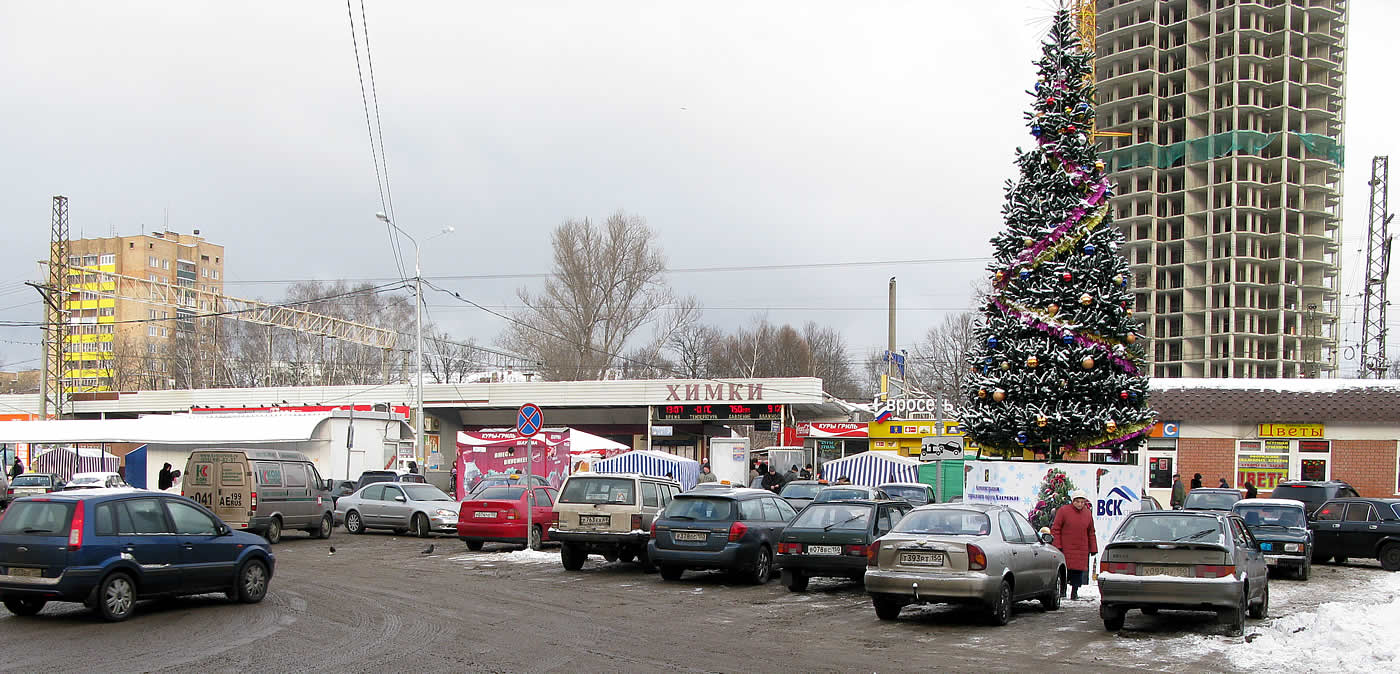
У станции Химки (декабрь 2008)

Поезда дальнего следования на станции не останавливаются.
В марте 2016 года станция закрыта для грузовых операций по параграфу 1.

## Перспективы
К 2028 году на месте станции «Химки» в рамках проекта МЦД-3 планируется строительство большого транспортно-пересадочного узла, который будет включать в себя многофункциональное здание обслуживания пассажиров, надземный пешеходный переход с лифтами, многоуровневые автостоянки, а также реконструкцию железнодорожных путей и озеленение близлежащих зон.
Кроме того, к 2022 году планировалось строительство остановочного пункта «Химки-2», находящегося в районе торгового центра «Мега». Причиной этого стало большое количество новых жилых комплексов и увеличение населения в этом месте. По состоянию на июнь 2025 года проектирование станции запланировано на осень 2025 года, а начало строительства на весну 2026-го. В бюджете области на проект заложено более 1 млрд. рублей.